# Ruth Lange
Ruth „Utti” Lange (ur. 13 marca 1908 w Bernburgu, zm. 1994) – niemiecka lekkoatletka, która specjalizowała się w pchnięciu kulą i rzucie dyskiem.
W 1927 roku została mistrzynią Niemiec w pchnięciu kulą (z wynikiem 11,32 m) i rzucie dyskiem (z wynikiem 34,75 m). Oprócz tego zajęła 2. miejsce w mistrzostwach Niemiec w pchnięciu kulą w 1928 i 3. miejsce w rzucie dyskiem w 1926. Trzykrotnie ustanawiała rekord świata w pchnięciu kulą: 28 maja 1927 w Pradze (10,84 m), 6 sierpnia 1927 we Wrocławiu (11,32 m) i 3 czerwca 1928 w Berlinie (11,52 m). Rekordy te zostały uznane przez Międzynarodową Federację Sportu Kobiet. Kiedy ta organizacja dołączyła do IAAF w 1934 roku, uznano tylko rekord, który był wtedy aktualny. W tym czasie Lange, której klubem lekkoatletycznym był SCC Berlin, zakończyła już lekkoatletyczną karierę.
Jej siostrą była Hilde Benjamin, która była ministrem sprawiedliwości w Niemczech Wschodnich.
Rekordy życiowe: pchnięcie kulą – 12,15 m (23 lipca 1933, Berlin); rzut dyskiem – 35,28 m (2 lipca 1927, Berlin).